# Elena Gallegos Rosales
Elena Gallegos Rosales (15 tháng 6 năm 1882 – 30 tháng 8 năm 1954) là người vợ sinh ra tại El Salvador của Tổng thống thứ 24 của Costa Rica. Trong nhiệm kỳ là Đệ nhất Phu nhân, bà chịu trách nhiệm trang trí và sắp xếp Nhà Tổng thống mới, tham gia các hoạt động từ thiện và tháp tùng chồng trong nhiều chuyến công tác ngoại giao.

## Thời thơ ấu
María Natalia Elena Gallegos Rosales sinh ngày 15 tháng 6 năm 1882 tại San Salvador, El Salvador, là con gái của ông Salvador Gallegos Valdés và bà Elena Rosales Ventura. Cha bà từng là Chánh án Tòa án Tối cao El Salvador và nhiều lần giữ chức Bộ trưởng Bộ Ngoại giao và Bộ trưởng Bộ Giáo dục. Bà hoàn thành chương trình giáo dục cơ bản tại San Salvador trước khi sang Paris du học.
Năm 1907, khi Julio Acosta García được bổ nhiệm làm Tổng lãnh sự tại El Salvador, ông gặp gỡ Gallegos. Sau ba năm quen biết, hai người kết hôn vào tháng 4 năm 1910. Ngày 20 tháng 2 năm 1911, Gallegos sinh đôi tại khu Santa Lucía, San Salvador; một trong hai bé, María, mất ngay khi chào đời, còn người con gái còn lại được đặt tên là Elena Zulai de Jesús Acosta Gallegos.

## Sự nghiệp
Năm 1915, Acosta được triệu hồi về Costa Rica để giữ chức Bộ trưởng Bộ Quan hệ Đối ngoại, Tư pháp, Ân xá và Tín ngưỡng. Ông thường xuyên đi công tác nước ngoài, trở thành Bộ trưởng Trung Mỹ đầu tiên thực hiện các chuyến thăm chính thức đến các quốc gia trong toàn bộ khu vực. Năm 1917, Gallegos mang thai lần thứ hai và sinh một bé gái vào ngày 23 tháng 2, nhưng đứa trẻ đã mất ngay khi sinh. Sự kiện này xảy ra chỉ một tháng sau cuộc đảo chính do Federico Tinoco Granados lãnh đạo vào ngày 27 tháng 1 năm 1917. Sau khi tình hình ổn định, hai vợ chồng rời Costa Rica trở về El Salvador, sống tại trang trại La Esperanza của gia đình Gallegos. Julio làm quản lý trang trại trước khi chuyển sang làm biên tập viên tại tờ Diario del Salvador.
Sau khi chế độ Tinoco sụp đổ năm 1919, Julio Acosta trở lại Costa Rica và bắt đầu chiến dịch tranh cử tổng thống. Ông đắc cử với 89% phiếu bầu và nhậm chức vào ngày 8 tháng 5 năm 1920. Một trong những vấn đề ban đầu mà Gallegos phải đối mặt là nơi ở chính thức cho gia đình tổng thống. Lâu đài Azul, nơi từng là dinh tổng thống, bị từ chối sử dụng do liên quan đến chế độ độc tài trước đó. Tháng 12 năm 1920, Hội đồng Lập pháp thông qua quyết định mua lại một tòa nhà nằm ở góc Đại lộ số 3 và Đường số 15, từng là trụ sở của Công ty Đường sắt miền Bắc. (Từ năm 1995, đây là trụ sở của Tòa án Bầu cử Tối cao Costa Rica). Gallegos chịu trách nhiệm trang trí và chuẩn bị nơi ở, sử dụng tiền cá nhân để đảm bảo sự giản dị nhưng trang nghiêm, do ngân sách quốc gia lúc bấy giờ còn hạn chế.
Trong nhiệm kỳ của chồng, Gallegos đóng vai trò quan trọng trong việc mời Dòng Nữ tu Đức Mẹ Bác Ái của Người Chăn Lành (thành lập tại León, Nicaragua năm 1911) đến hoạt động tại Costa Rica. Dòng nữ này gặp trở ngại trong việc mở rộng dưới thời chế độ Tinoco. Bà cùng các cộng sự – nhiều người trong số đó từng làm việc tại trại giam nữ – đã mời các nữ tu tới Costa Rica với sự đồng thuận của chính phủ. Dòng nữ này thành lập Nhà Tị nạn (Casa del Refugio), nơi phụ nữ bị giam giữ được học đọc, viết, toán và địa lý. Những người mãn hạn tù có thể ở lại đây và làm việc – giặt ủi, sửa chữa quần áo – để đổi lấy chỗ ở và thực phẩm.
Sau khi nhiệm kỳ tổng thống kết thúc năm 1924, gia đình chuyển đến Paris, nơi Acosta làm việc cho Hội Chữ thập đỏ trong ba năm trước khi quay trở lại Costa Rica. Từ đó đến năm 1944, ông đảm nhận nhiều chức vụ trong chính phủ, trước khi được bổ nhiệm lại làm Bộ trưởng Ngoại giao. Gallegos thường xuyên tháp tùng ông trong các chuyến ngoại giao, bao gồm cả Hội nghị San Francisco năm 1945, nơi ký kết Hiến chương Liên Hợp Quốc.

## Qua đời và di sản
Elena Gallegos Rosales qua đời vào ngày 30 tháng 8 năm 1954 tại San José, Costa Rica. Người con gái duy nhất còn sống của bà, Zulay, kết hôn với nhà ngoại giao Colombia Pedro Manuel Revollo Samper.